# Richard Kunze (Politiker, 1872)

Richard Kunze

Richard Kunze, bekannt auch als Knüppel-Kunze, (* 5. Februar 1872 in Sagan, Landkreis Sagan, Provinz Schlesien; † Mai 1945) war ein deutscher Lehrer, Publizist und völkisch-nationalsozialistischer Politiker.

## Leben
Nach dem Besuch der Stadt- und Fürstentumschule sowie der Präparandenanstalt und des Seminars zu Sagan arbeitete Kunze zunächst als Volksschullehrer. Nach seiner Mittelschullehrerprüfung war er an der Knabenmittelschule in Schöneberg tätig und studierte unterdessen Englisch, Französisch, Philosophie und Nationalökonomie an der Berliner Universität. 1907 bis 1909 war er Stadtverordneter in Schöneberg. 1909 verließ er den Schuldienst und war von da an hauptsächlich politisch und publizistisch tätig.
Während des Ersten Weltkrieges leitete Kunze ein Kriegsgefangenenlager in Gardelegen. 1918 war Kunze kurzfristig auf Betreiben von Kuno von Westarp beim Kriegsministerium aus dem Heeresdienst entlassen worden. Im Königreich Sachsen fungierte er als Generalsekretär der Deutschkonservativen Partei und war als Redakteur bei deren Zeitschrift Vaterland angestellt, wo er sich mit antisemitischer Propaganda einen Namen machte.
Beim Wahlkampf der Deutschnationalen Volkspartei (DNVP) zur Wahl zur Deutschen Nationalversammlung im Januar 1919 war Kunze von Oskar Hergt zum Generalsekretär der DNVP und Leiter der Abteilung Vortragswesen beim Parteivorstand ernannt worden. Zur gleichen Zeit war Kunze Leiter der Werbeabteilung der Schriftenvertriebsstelle der DNVP, dort aber wieder bereits zum 1. April des Jahres entlassen worden. Im Vorfeld des Parteitages der DNVP am 12. und 13. Juli ließ Kunze durch seinen eigenen Verlag Reklamezettel verteilen, in denen er für einen Gummiknüppel, genannt „Heda“, warb, der zur „Abwehr gegen körperliche Angriffe der durch Brachial-Rohheit in der ganzen Welt verrufenen Juden“ dienen und nur an „Nationalgesinnte“ abgegeben werden sollte. Kunze wurde fortan weithin als „Knüppel-Kunze“ bekannt. Ebenfalls 1919 brachte Kunze John Retcliffes Roman Biarritz unter dem Titel Das Geheimnis der jüdischen Weltverschwörung heraus und gab das darin Geschilderte als Tatsachenbericht aus.
1919 wurde Kunze wiederum Stadtverordneter in Schöneberg und gründete im selben Jahr das Deutsche Wochenblatt (Untertitel: „Unabhängige Zeitung für das geknechtete Volk“), seit 1924 als Die Neue Zeitung im Tageszeitungsformat erscheinend. Seit 1920 gab er zudem das Deutsche Witzblatt heraus; alle diese Publikationen waren radikal antisemitisch. Beim Verkauf des Deutschen Wochenblattes am Berliner Kurfürstendamm durch jugendliche Rechtsextremisten kam es im August 1919 zu tätlichen Auseinandersetzungen und dem Einsatz von Schusswaffen; Kunze galt als Initiator der antisemitischen Krawalle. Am 19. und 21. Februar 1920 hielt Kunze Reden zum Thema „Staatsbankrott“ in München auf vom Deutschvölkischen Schutz- und Trutzbund ausgerichteten Veranstaltungen mit insgesamt etwa 5.000 Teilnehmern. Im Frühjahr 1920 gründete Kunze zusammen mit Arnold Ruge und Reinhold Wulle den „Deutschvölkischen Arbeitsring Berlin“, ein Konkurrenzunternehmen zum Deutschvölkischen Schutz- und Trutzbund, schied aber wegen Meinungsverschiedenheiten noch in der ersten Jahreshälfte wieder aus. Dem Schutz- und Trutzbund warfen Kunze, Wulle und Ruge vor, von Freimaurern beherrscht zu sein.
Am 23. Februar 1921 gründete Kunze die Deutschsoziale Partei (DtSP). Bei den Wahlen zur Berliner Stadtverordnetenversammlung im Oktober 1921 erzielte die DtSP 0,7 %; das einzige Mandat der Partei nahm Kunze wahr, der zugleich Bezirksverordneter in Schöneberg wurde. Ebenfalls 1921 eröffnete Kunze am Potsdamer Platz ein Wurst- und Fleischwarengeschäft, in dem Abonnenten seiner Zeitung Deutsches Wochenblatt zu verbilligten Preisen einkaufen konnten. Die Möglichkeit, Wurst zu reduzierten Preisen einzukaufen, bestand auch in der DtSP-Parteigeschäftsstelle. Diese Geschäftspraktiken wurden vom Berliner Tageblatt aufgegriffen, das Widersprüche zu dem von Kunze vertretenen besonderen Schutz kleiner Gewerbetreibender sah. Nach Angaben der Zeitschrift Weltbühne hatte sich Kunze während des Krieges als Leiter des Gefangenenlagers an Schiebungen von Lebensmitteln beteiligt. Bei Kriegsende habe Kunze versucht, mit einem Möbelwagen nach Berlin zurückzukehren. Das Fahrzeug sei jedoch so mit Lebensmitteln beladen gewesen, dass es unterwegs zusammenbrach, so die Weltbühne. Kunze galt dabei nach Meinung der Weltbühne als „einer der besten Redner, die es heute in Deutschland gibt“:
„Kein Zweifel, daß Kunze sich auf die Psychologie der Philister versteht, wie kaum Einer im Lande hier. Er weiß ganz genau, wie er eine Periode aufzubauen hat, deren Schluß schon halb in den beginnenden Beifallsstürmen untergeht. […] Sein […] politisches Programm ist, wenn man die Geistesverfassung seiner Anhänger berücksichtigt, für die es ja verfaßt ist, erstaunlich geschickt zusammengestellt […] Er hegt sogar keine Bedenken, mit den Kommunisten zu paktieren und Gewinnbeteiligung der Arbeitnehmer zu fordern […] Das Geheimnis ist eben, daß Kunze mit der Dummheit jongliert und dabei viel besser fährt als seine Kollegen von den anderen Parteien, die immer wähnen, einem Auditorium von Gelehrten gegenüberzustehen“.
Das Berliner Tageblatt veröffentlichte am 26. April 1922 einen Briefwechsel zwischen einem Vertrauten Kunzes und dem Berliner Büro des Großindustriellen Hugo Stinnes, in dem um finanzielle Unterstützung Kunzes gebeten wurde. Das Büro von Stinnes lehnte dies wegen der „Kampfesweise“ Kunzes ab, wies aber auf eine inhaltliche Übereinstimmung in vielen Punkten hin. Kunzes Ziel wurde von seinem Vertrauten unter anderem als „die Trennung unserer gutgesinnten Arbeiterschaft von ihren jüdischen Führern“ definiert. Kunze, der sich selbst als Berliner Arbeiterführer sah, hatte in Reden Stinnes mehrfach öffentlich angegriffen.
Kunze mobilisierte seine Anhänger zu von Gewalt begleiteten Kundgebungen gegen ihm politisch Missliebige, hielt sich jedoch bei Gewalttaten im Hintergrund. Im Juli 1922 erhielt der Reichskommissar für die Überwachung der öffentlichen Ordnung vertrauliche Hinweise, „dass aus einer Gruppe innerhalb des Kreises um den bekannten Knüppel-Kunze Gefahr drohe, die auch für den Herrn Reichskanzler von Bedeutung sei. Es handelt sich hauptsächlich um junge Leute, die den studentischen Vereinen nahestünden […]“. Dabei wurde ausgeschlossen, dass Kunze sich selbst an Anschlägen auf führende Vertreter der Weimarer Republik beteiligen könnte: „[…] Kunze selbst ist, wie mir berichtet wird, ein eitler auf seine persönliche Sicherheit sehr bedachter Mann und alles andere als ein Mann der Tat“. Der schlesische SPD-Landtagsabgeordnete Otto Buchwitz charakterisierte Kunze als politischen Wegelagerer und als eine skrupellose Erpressernatur.
In der Reichstagswahl im Mai 1924 konnte Kunze für den Wahlkreis 3 (Potsdam II) in den Reichstag einziehen, wo er seine Partei in der zweiten Wahlperiode bis Dezember 1924 vertrat. In dieser Zeit setzte der Niedergang der DtSP ein: Im September 1924 trat der nach Kunze führende Mann in der Berliner DtSP unter dem Vorwurf, Kunze benutze die Partei nur für private Zwecke zum Gelderwerb, aus. Wahlniederlagen und Massenabwanderungen der DtSP-Mitglieder zur Deutschvölkischen Freiheitsbewegung und zur Nationalsozialistischen Deutschen Arbeiterpartei (NSDAP) reduzierten die DtSP zur Splittergruppe. Im Mai 1929 löste Kunze die DtSP auf und trat selber zum 1. Mai 1930 in die NSDAP ein (Mitgliedsnummer 240.001). Der Berliner NSDAP-Gauleiter Joseph Goebbels kommentierte dies in seiner Zeitung Der Angriff unter der Überschrift: „Parteibesitzer Kunzes Ende“. Nach der Auflösung der Partei betätigte sich Kunze unter anderem als Wirt eines Lokals in der Landsberger Straße im Berliner Bezirk Friedrichshain. Dieses Lokal diente zeitweise dem SA-Sturm von Horst Wessel als „Sturmlokal“.
Ab 1930 trat Kunze für die NSDAP als Reichsredner auf. Anschließend war er von 1932 bis 1933 für die NSDAP Mitglied im Preußischen Landtag. Von November 1933 bis 1945 hatte er erneut ein Mandat im dann bedeutungslosen Reichstag. Zu Kunzes 70. Geburtstag erschienen in der nationalsozialistischen Presse zahlreiche Würdigungen, in denen Kunzes Rolle als Wegbereiter bei der Propagierung antisemitischen Gedankengutes hervorgehoben wurde. Am gleichen Tag wurde Kunze unter Verweis auf seine Tätigkeit als Schriftsteller und Parlamentsabgeordneter das Goldene Parteiabzeichen der NSDAP verliehen.
Nach der Befreiung Berlins im Mai 1945 wurde Kunze verhaftet und gilt seitdem als verschollen. Wilhelm Heinz Schröders Datenbank BIORAB-Online gibt diesen Monat als Todesdatum an.
Kunzes Publikationen Im neuen Deutschland! (1929) und Die ungeheure Schuld der Novemberlinge und ihrer Mitläufer (1931) wurden in der Sowjetischen Besatzungszone auf die Liste der auszusondernden Literatur gesetzt, in der Deutschen Demokratischen Republik folgte dazu noch Hau-Ruck! Der Westwall steht. (1939).

## Schriften
- Die Schuldigen. Ein Wegweiser für alle, die nicht aufhören wollen, Preußen und Deutsche zu sein. Deutschnationale Schriftenvertriebsstelle Berlin 1919.
- Das Schicksal unserer gefangenen Brüder. Ein Weckruf an das deutsche Gewissen. Deutschnationale Schriftenvertriebsstelle Berlin 1919.
- Die Germanen in der antiken Literatur. Eine Sammlung der wichtigsten Textstellen. Freytag, Leipzig und Tempsky, Wien 1920
  - Bd. 1: Römische Literatur
  - Bd. 2: Griechische Literatur
- Im neuen Deutschland! Ein Bilderbuch für Erwachsene. Erschienen im Selbstverlag, Berlin 1929.
- Die ungeheure Schuld der Novemberlinge und ihrer Mitläufer. Erschienen im Selbstverlag, Berlin 1931.
- Der Weg zur Rettung. Erschienen im Selbstverlag, Berlin 1932.
- Hau-Ruck! Der Westwall steht. Ein launiges Buch von den Männern mit Schippe und Hacke. Herausgegeben im Auftrag der Deutschen Arbeitsfront, Gauwaltung Saarpfalz. Saardeutsche Verlagsanstalt, Saarbrücken 1939.